# Эион (Македония)
Эио́н (др.-греч. Ἠϊών, лат. Eion) — древний город во Фракии, в устье Стримона, в 25 стадиях от Амфиполя, для которого служил торговым портом.

## Этимология
Этимология неясная. Продуктивный суффикс -ών, обозначающий топоним (ср. Сикион), навёл некоторых исследователей на мысль о гипотезе, что ἠϊών, атт. ᾐών, дор. ἀϊών и ἀών — «морской берег, морское побережье, взморье, берег (реки, озера)» связан с др.-греч. γῆ — «земля». Возможно, производным является ἠϊόεις — «с высокими берегами».